# Пхальджорён
Пхальджорён — горный перевал на юго-востоке Южной Кореи, расположенный между горами Понхвасан и Санвонсан. Обе горы имеют высоту более 660 метров, а перевал между ними поднимается до 400 метров над уровнем моря. Он расположен на границе городов Тэгу и Чхондо в провинции Кёнсан-Пукто. В прошлом Пхальджорён был основной дорогой между Тэгу и районом к югу от города.
Во времена династии Чосон через перевал Пхальджорён проходила дорога Ённам, основной путь между Сеулом и Пусаном. Причем это была наивысшая точка пути между Мунгёнсэджэ и Пусаном. Однако после строительства железнодорожной линии Кёнбу в начале XX века перевал потерял своё значение. В настоящее время основное движение проходит по туннелю под перевалом, а двухполосная асфальтированная дорога, проходящая через перевал, служит в основном для туристов.